# Образцова, Валентина Сергеевна
Валентина Сергеевна Образцова (в девичестве — Носкова, 5 марта 1923, ст. Тайга, Новосибирская область, РСФСР, СССР — 5 августа 1985, неизвестно) — советская актриса театра и кино, редактор выпусков Ленинградской студии телевидения, заведующая театральной труппой.

## Биография
Родилась 5 марта 1923 года на станции Тайга Новосибирской области Советского Союза в семье Носковых.
Из за частых переездов отца по причине командировок семья вместе с Валентиной  переезжала в различные города, лишь в Новосибирске девочка поступила в среднюю школу № 29, которую окончила к началу Великой Отечественной войны. Девушка работала медсестрой, секретарём в управлении промкооперации.
В Новосибирске во время эвакуации встретилась с такими артистами Ленинградского академического театра драмы имени А. С. Пушкина, как В. Гайдаров и О. Гзовская, после чего стала посещать студию художественного слова, организованную при Доме народного творчества, у неё появился большой интерес к сцене. В 1943 году Валентина Сергеевна впервые выступала в городском молодёжном театре.
После получения диплома не стала возвращаться в Новосибирск и перебралась в северную столицу, но группы всех театров были переполнены, поэтому Валентине Сергеевне пришлось просидеть год без работы. После появления перспективы попасть в Новый театр она воспользовалась данной возможностью и для начала три месяца отработала по договору в Карело-Финской филармонии, затем в 1951 году стала актрисой Ленинградского Нового театра.
За всю театральную и кинематографическую карьеру Валентина Сергеевна так и не получила ни одной главной роли, играла в театрах небольшие пьесы, затем в кино второстепенные роли.
В 1966 году сменила свою сферу деятельности, поступив редактором выпусков на Ленинградскую студию телевидения, где проработала семь лет. Затем вернулась в Театр имени Ленсовета (ранее — «Новый театр»), где ей предложили работать в качестве заведующей труппой, также вернулась к небольшим ролям на сцене этого же театра. В 1985 вышла на пенсию.
Скончалась 5 августа 1985 года на 63-м году жизни. Место смерти и захоронения неизвестно.

## Фильмография
- 1953 — Весна в Москве — Журавлёва, историк
- 1958 — Дорогой мой человек — Ираида
- 1965 — Знойный июль — буфетчица на станции